# 壮乳头马蹄吸虫
壮乳头马蹄吸虫（学名：Maritrema papillorobusta）为微茎科马蹄属的动物。在中国大陆，分布于广西壮族自治区北海市等地，营寄生生活，寄生在肠部。该物种的模式产地在广西壮族自治区北海市。